# Tansen
Tansen é uma cidade do Nepal, localizada no distrito de Palpa.